# Egercsehi
Egercsehi is een plaats (község) en gemeente in het Hongaarse comitaat Heves. Egercsehi telt 1594 inwoners (2002).